# Рубань
Ру́бань — село в Україні, у Немирівській міській громаді Вінницького району Вінницької області. Населення становить 709 осіб.

## Географія
У селі бере початок річка Пилипчиха, ліва притока Усті.

## Історія
Власником села був гетьман великий коронний Юзеф Потоцький. У 1739 р. надав село, також Степашки у довічне володіння колишньому гайдамацькому отаманові Саві Чалому, який перед цим вступив до нього на приватну службу.
Відповідно до Розпорядження Кабінету Міністрів України від 12 червня 2020 року № 707-р «Про визначення адміністративних центрів та затвердження територій територіальних громад Вінницької області» село Монастирок увійшло до складу Немирівської міської громади.
19 липня 2020 року, в результаті адміністративно-територіальної реформи та ліквідації Немирівського району, село увійшло до складу Вінницького району.

## Відомі люди
- Закревський Яків Авксентійович — підполковник Армії УНР.[4]
- Зозуля Ігор Іванович (* 1969) — український художник.
- Лютий Гнат Карпович[ru] — кавалер ордена Слави трьох ступенів.
- Бабич Микола Якович (1949 р.н.) - заступник Голови Державного комітету України з водного господарства в 2003 - 2011 роках, заслужений працівник сільського господарства України.